# Vlado Žabot
Vlado Žabot (ur. 1958 r. w miejscowości Šafarsko) – słoweński współczesny pisarz, obecnie mieszka w Lublanie, gdzie pracuje jako publicysta i literat. Studiował filologię słoweńską i literaturę porównawczą. W roku 1996 otrzymał nagrodę im. Prešerna, rok później zaś nagrodę Kresnik. Dziś jest inicjatorem i organizatorem corocznej nagrody Kresnik, dla najlepszej słoweńskiej powieści.
W prozie Žabota widać inspiracje mistyką krainy nad rzeką Murą, z jej obrazem tonących we mgle starych młynów i promów rzecznych, krainę zdeprawowaną, nieuprzemysłowioną i niezurbanizowaną. Obraz ten jest natchnieniem dla licznych pisarzy, muzyków i reżyserów. Z tych terenów oraz ze starego dziedzictwa ludowego Žabot czerpie motywy do swoich często mrocznych utworów z pogranicza mitologii.

## Twórczość
- 1986 - Bukovska mati (tom opowiadań)
- 1989 - Stari pil (powieść)
- 1990 - Pikec in Puhec iščeta Mihca (proza dla dzieci)
- 1994 - Pastorala (powieść)
- 1994 - Skrivnost močvirja Vilindol (proza dla dzieci)
- 1996 - Volčje noči (powieść, II wyd. 2004, wyd. pol. pt. Wilcze noce, przekł. Marlena Gruda, Katowice 2010)
- 1999 - Nimfa (powieść)
- 2003 - Sukub (powieść, pol. wyd. pt. Sukub, przekł. Ewa Ziewiec, Katowice 2009)